# NGC 3659
NGC 3659 је спирална галаксија у сазвежђу Лав која се налази на NGC листи објеката дубоког неба.
Деклинација објекта је + 17° 49' 1" а ректасцензија 11h 23m 45,1s. Привидна величина (магнитуда) објекта NGC 3659 износи 12,2 а фотографска магнитуда 12,8. Налази се на удаљености од 24,5000 милиона парсека од Сунца. NGC 3659 је још познат и под ознакама UGC 6405, MCG 3-29-40, CGCG 96-38, IRAS 11211+1805, PGC 34995.